# Thread Island
Thread Island (von englisch thread ‚Faden, Strang‘) ist eine schmale Insel vor der Ingrid-Christensen-Küste des ostantarktischen Prinzessin-Elisabeth-Lands. Sie gehört zu den Rauer-Inseln und liegt südlich von Lunnyj Island sowie nordwestlich von Weavers Island.
Australische Wissenschaftler benannten sie deskriptiv.